# جون دي مول
جون دي مول جونيور (بالهولندية: John de Mol Jr.) وإسمه الحقيقي يوهانس هندريكوس هوبرت (بالهولندية: Johannes Hendrikus Hubert) هو رجل أعمال ملياردير ومنتج تلفزيوني هولندي ولد في يوم 24 أبريل 1955 في مدينة لاهاي في هولندا، يمتلك جون دي مول شركة الإنتاج إندمول وقناة تين التلفزيونية وتبلغ ثروته حوالي 1.5 مليار دولار أمريكي، وهو مؤلف البرنامجين الشهيرين ذا فويس وبيغ براذر في النسخة الهولندية الأصلية، تزوج جون دي مول مرتين أولها من المغنية والممثلة الهولندية فيليكي ألبرتي وله ابن واحد منها.

## وصلات خارجية
- جون دي مول على موقع IMDb (الإنجليزية)
- جون دي مول على موقع مونزينجر (الألمانية)
- جون دي مول على موقع ميوزك برينز (الإنجليزية)
- جون دي مول على موقع قاعدة بيانات الفيلم (الإنجليزية)
- جون دي مول على موقع كينوبويسك (الروسية)